# Sonchus fruticosus
Sonchus fruticosus là một loài thực vật có hoa trong họ Cúc. Loài này được L.f. miêu tả khoa học đầu tiên năm 1782.